# Glaurocara obesa
Glaurocara obesa là một loài ruồi trong họ Tachinidae.